# Czerwone Skały (Pieninki)
Czerwone Skały (745 m) – skały oraz szczyt na południowych stokach Pieninek w Pieninach Właściwych. Porośnięte lasem szczyty Czerteża i Czertezika stromo opadają tutaj do doliny Pienińskiego Potoku. Zbudowane z wapienia Czerwone Skały mają południową ścianę o wysokości 30 metrów. Na tarasie pod nią rośnie stary las sosnowy, w którym średni wiek drzew dochodzi do 200 lat, a niektóre z nich mają ponad 300 lat.
Opadająca w kierunku południowo-zachodnim grzęda Czerwonych Skał kończy się tzw. Skalną Bramą na lewych zboczach doliny Pienińskiego Potoku. Około 150 metrów powyżej dna doliny, w Skalnej Bramie znajduje się jaskinia Walusiowa Jama o długości 32 m. Z jaskinią tą związane są legendy o zbójnikach.
Czerwone Skały znajdują się w Pienińskim Parku Narodowym, w granicach Krościenka nad Dunajcem w województwie małopolskim, w powiecie nowotarskim i obecnie nie są dostępne turystycznie. Dawniej jednak były znane turystom, którzy odwiedzali je już w połowie XIX wieku. Wówczas nazwę Czerwone Skały rozciągano na całą grań Czerteża, a w 1867 roku ich zdjęcie opublikowano w albumie Franciszka Wyspiańskiego.

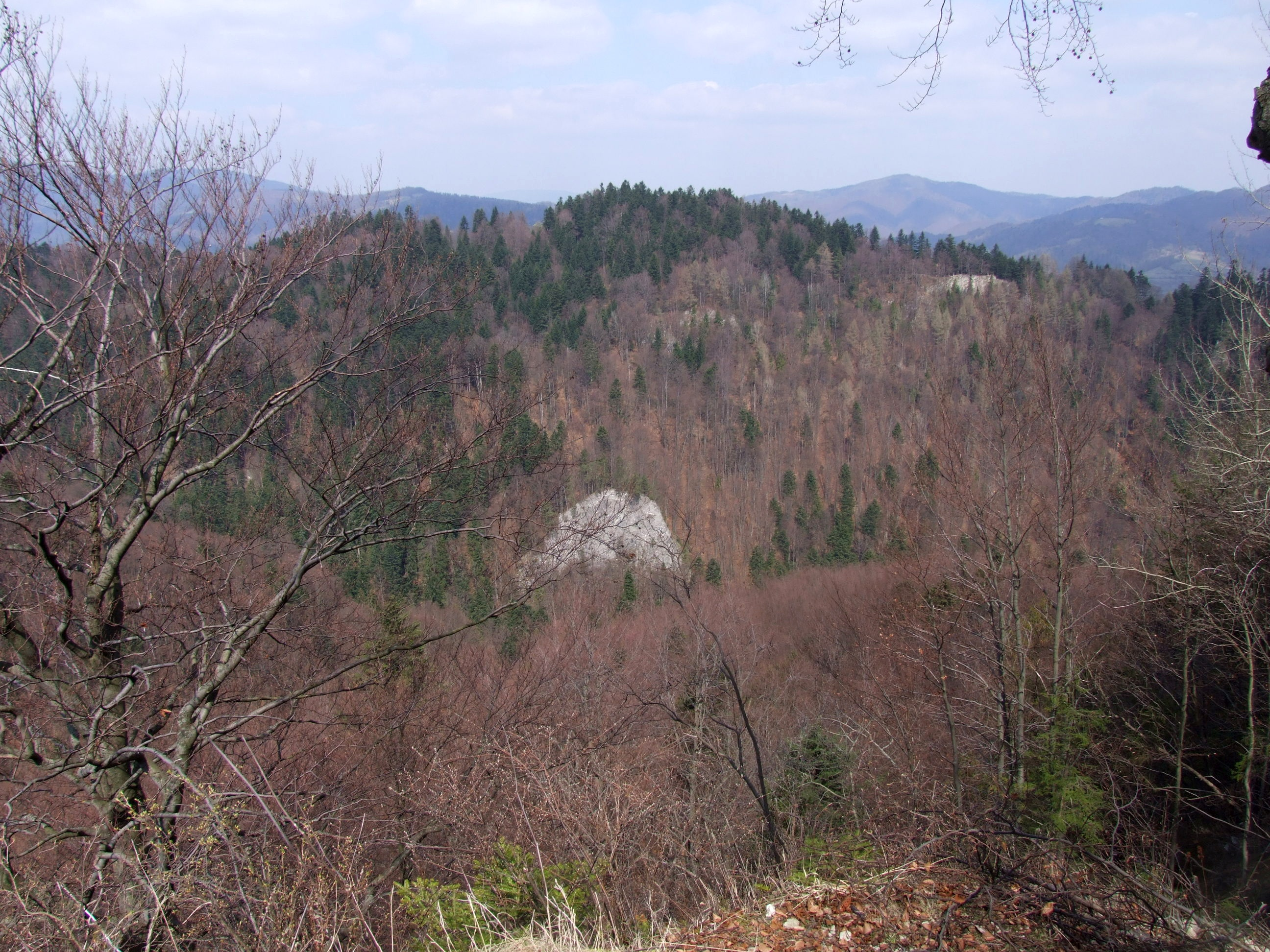
Widok z Zamku Pieniny